# Rééducation des membres inférieurs à la suite de l'amputation
 (mai 2017).
- Si vous ne connaissez pas le sujet, laissez ce bandeau (vous pouvez alors contacter les auteurs).
- Si vous supprimez le contenu mis en cause (vous pouvez préalablement contacter les auteurs),

argumentez précisément cette suppression dans la page de discussion
(un manque de référence n'est pas un argument ; une recherche réelle de référence doit avoir été effectuée, être formellement documentée).
L’amputation du membre inférieur est définie comme étant l’ablation d’un membre inférieur ou d’une partie de celui-ci.
Pour 90 % des amputations, l’artérite en est la cause. Chez les diabétiques, le risque d’amputation est 14 fois supérieur par rapport aux sujets non diabétiques, se rajoute à cela le fait que le risque de réamputation chez ces patients est de 16 %. Les autres étiologies peuvent être de type traumatique (ce qui tend à diminuer), des malformations congénitales ou encore d'origine tumorale.
Il faut savoir que 80 % des opérations chirurgicales pour des amputations sont programmées, alors que 20 % sont des amputations d’urgence. Le taux de décès pendant une hospitalisation liée à une amputation est de l’ordre de 10 %. L’âge moyen des amputés est de 69 ans et 7 mois.
Deux types d’amputations sont distingués : les amputations dites mineures (amputation des orteils, transmétatarsienne..), et les amputations majeures pour lesquelles le talon est sectionné. Il a été estimé que 50 % des personnes amputées bénéficient d’un appareillage.
Le rôle principal du masseur-kinésithérapeute concernant la rééducation du membre inférieur amputé est de rendre le patient autonome.

## Bilans de kinésithérapie[3]
Bilan algique
- Douleurs mécaniques : douleur spontanée au niveau de la cicatrice ou non, ainsi qu'au niveau des articulations et des membres
- Douleurs neurologiques : concernant le membre fantôme
- Douleurs ischémiques

Bilan morphologique du moignonsa forme, sa longueur, son aspect
Bilan cutanédu membre amputé et du membre controlatéral, de la cicatrice, aspect de la peau (rougeur, irritation…)
Bilan trophique et vasculaireprise de périmètre sur les deux membres afin d’effectuer une comparaison
Bilan sensitif
- Sensibilité subjective : fourmillements au niveau du moignon, sensation du membre fantôme
- Sensibilité objective : superficielle (test du pique/touche avec une cartographie des zones sensibles ou non)  ou profonde (sensation au niveau des différents segments du corps)

Bilan articulairemesures goniométriques des amplitudes des articulations des deux membres
Bilan musculairequalitatif (contracture, hypoextensibilité des muscles) et quantitatif (cotation de la force musculaire), au niveau des deux membres inférieurs et aussi qu’au niveau des membres supérieurs afin de concevoir, en amont, la rééducation concernant les renforcements musculaires
Bilan de l’équilibredebout en bipodal ou unipodal, assis, avec des déséquilibres intrinsèques et extrinsèques
Bilan fonctionnelau niveau des déplacements, des transferts et des activités de la vie quotidienne

## Rééducation au lit[4]
Le bandage du moignon
Le bandage est fait à la fin de l’intervention chirurgicale, il permet de lutter contre l’algohallucinoses, dites « douleurs fantômes », les œdèmes (en accélérant le drainage), ainsi que de préparer à la rééducation.
Lutte contre les principales attitudes vicieuses
Ces attitudes sont dues à l’alitement, souvent prolongé, et sont caractérisées par les escarres ou les déformations articulaires :
- Au niveau du pied : tendance au varus équin
- Au niveau du genou : tendance au flexum, la position horizontale du moignon lorsque le patient est assis limite cette déformation
- Au niveau de la hanche : tendance au flexum, abduction et rotation latérale

Pour éviter cela, le positionnement du patient dans son lit est primordial, par exemple le membre amputé doit être maintenu en rectitude maximale.

### Le premier lever
Un travail antérieur est réalisé avec un passage progressif en position assise, suivi d'une rééducation de l’équilibre assis en bord de lit dans un deuxième temps. Il arrive que le patient « oublie » son membre amputé, de ce fait la chute arrive fréquemment. Une fois ces capacités acquises (équilibration en position assise), la verticalisation est envisageable.
Ensuite, une fois que le patient et capable de se tenir sur un pied, le travail entre les barres parallèles débute. Il sera poursuivi par la déambulation sur une jambe à l’aide de matériel tel que le déambulateur voire les béquilles.

### Autonomisation
L’autonomisation du patient débute dès la suite de l’opération avec tout d’abord un travail sur les retournements au lit. Puis, les transferts lui seront appris afin qu’il puisse passer du lit au fauteuil roulant (et inversement), ou du fauteuil roulant aux toilettes, au banc de douche. Le soignant cherche à acquérir une autonomisation de la part du patient, en  réalisant un nombre important de répétitions sous sa surveillance.
En prévention, il est préférable de travailler au préalable les différents transferts au sol (en partant de la position assise, allongé sur le dos, allongé sur le ventre…) pour que le patient sache quoi faire en cas de chute.

## Bien fait du massage et des mobilisations
Le massage a un rôle primordial, en particulier après une amputation d’origine vasculaire. Il s’effectuera au niveau du moignon principalement ; mais aussi au niveau des endroits où le flux artériel doit être soutenu afin de contrebalancer l’atteinte vasculaire, le kinésithérapeute utilise les techniques du massage circulatoire, le drainage lymphatique manuel avec le membre en position de déclive. Cela va favoriser la cicatrisation du moignon et apporter sang et nutrition à l’extrémité distale du membre. Cette pratique a également une dimension psychologique car elle permet au patient de dédramatiser son état physique. Il a également un rôle mécanique : mobilisation de la peau au niveau des zones osseuses afin de lever les adhérences, pour préparer au mouvement ou la prothétisation. Le massage est efficace contre les douleurs mécaniques, très peu pour les douleurs neurologiques et pas du tout pour les douleurs ischémiques.
En résumé, il est nécessaire d’entretenir la mobilité articulaire du moignon par des mobilisations passives. Mais aussi à l’aide de massages sur tous les tissus ce qui peut soulager les douleurs dues à la section des troncs nerveux, ce qui par la suite facilitera les mobilisations articulaires. De plus, le massage de la voute plantaire, du pied et du membre controlatéral, accompagné de mobilisations, permet de stimuler les récepteurs sensitifs plantaires.

## Reconditionnement à l'effort
Le reconditionnement à l’effort permet, conjointement aux travaux cités ci-dessus et par un travail dynamique, d’améliorer les paramètres cardio-vasculaires du patient, en particulier la circulation sanguine dans les parties distales des membres.

### Renforcement musculaire analytique
À la suite de l’amputation, les muscles du moignon devenus inutiles s’atrophient. De plus, l’alitement prolongé induit une perte de force. C’est pourquoi le masseur-kinésithérapeute travaille le renforcement musculaire afin de récupérer une certaine condition physique pour permettre au patient de réaliser des mouvements de la vie quotidienne comme ses transferts par exemple. Le travail effectué va donc permettre de compenser la perte musculaire due aux atrophies.
Le patient va être conditionné sur le plan cardiaque et musculaire, de façon globale et analytique, en axant la rééducation du tronc, des membres supérieurs et du membre inférieur restant.
Quelques exemples de renforcements musculaires des membres supérieurs :
- Les push-up
- La poulie thérapie
- Renforcement du grand pectoral
- Marche fessière latérale

Ces renforcements permettront à la personne d'avoir la condition physique nécessaire pour pouvoir déambuler en fauteuil roulant, en déambulateur, ou en béquilles.
Il ne faut pas oublier que la tonification du moignon est importante, dans l’éventualité d’un port de prothèse. Les différents moyens mis à disposition du kinésithérapeute sont :
- La stimulation musculaire électrique
- Les co-contractions
- Le travail en biofeedback

### Lutte contre les limitations articulaires
Concernant la « lutte » contre le flexum de genou ou de hanche, le rééducateur utilise des postures et des mobilisations, associées à un renforcement des muscles antagonistes. Le travail du déroulé du pied sera bénéfique par exemple. Puis les articulations seront sollicitées en position assise sur un ballon de Klein ou lors du pont bustal.
Afin de pouvoir reproduire ces exercices plusieurs fois par jour et sur le long terme, il est préférable de tenir compte des différents paramètres du patient (fréquence respiratoire, état de fatigue...) et d’alterner des phases d’exercices avec des phases de repos.
A noter que le travail du pas postérieur avec la prothèse permet de limiter les restrictions articulaires.

## Appareillage et rééducation avec prothèse[4]
Globalement, les 15 premiers jours après l’opération sont consacrés à la cicatrisation et à la rééducation précoce (équilibre assis et debout, retournements), les 15 jours suivants concernent la rééducation pré-prothétique (mobilisations, renforcements musculaires). Puis durant 25 jours, une prothèse provisoire est mise en place, suivi d’une prothèse définitive associée à une réadaptation socio-professionnelle.

### Verticalisation avec prothèse
Après le travail du premier lever, le patient sera confronté aux transferts assis-debout avec sa prothèse. Lors de la verticalisation, le masseur-kinésithérapeute veille à ce que la ligne des épaules du patient soit projetée en avant de celle des genoux, tout en prenant garde à la rétro-pulsion du bassin. C’est en effectuant cela que le soigné prendra conscience des points d’appui présents au niveau de sa prothèse.
Une fois la verticalisation acquise, des difficultés supplémentaires seront données au patient : 
- Transfert du poids du corps d’un membre à l’autre
- Travail sur une balance en bipodal, puis en unipodal par la suite. Dans cet exercice, le miroir est un bon outil d’apprentissage : situé face au patient, il lui permet de se représenter et de savoir se corriger de lui-même en s’auto-évaluant.

### Report du poids
C’est une étape indispensable avant de pouvoir envisager la marche. Cette étape est accès sur le ressenti du patient, le rééducateur lui permet de se mettre en charge sur sa prothèse, grâce à des exercices statiques comme la montée d’une marche avec un appui sur sa jambe lésée. Ces exercices permettront à la personne d’effectuer un travail sur le positionnement de ses hanches, ce qui améliorera le verrouillage du genou ainsi que l’appui au sol via le talon. La finalité de ces méthodes est que le patient tienne debout sur sa jambe prothétique, avec l'association d'un balayage de la jambe saine.
Cela permettra l’intégration de la prothèse dans un nouveau schéma corporel.

### La rééducation fonctionnelle (marche, escaliers…)
Il est primordial pour le patient de mobiliser sa prothèse dans tous les plans de l’espace, ce qui lui permettra d’obtenir plus d'amplitude pour optimiser son schéma de marche. Pour cela, le masseur-kinésithérapeute décompose les phases de la marche : 
1. Flexion de hanche
2. Décollement  de la pointe du pied et engagement de la prothèse vers l’avant
3. Élévation du talon suffisante
4. Attaque au sol du talon controlatéral

Les principaux défauts rencontrés chez les personnes appareillées vont être : 
- Une absence de pas postérieur avec la prothèse
- Un pas antérieur mal contrôlé
- Une boiterie souvent due à un déficit du moyen fessier
- Une mobilité des épaules réduite
- Un regard fixe

Ces défauts entrainent une inégalité de la longueur des pas, un refus d’appui sur la prothèse et donc un schéma de marche perturbé.
La rééducation de la marche est axée sur ces points, le but étant toujours de permettre à la personne de récupérer une fluidité dans ces déplacements. C’est pourquoi dans le projet de rééducation est ajouté un apprentissage concernant la montée et la descente des escaliers, les franchissements de trottoirs, les relevés du sol, les ports de charges… 
Par exemple, un des exercices proposés est la marche sur un tapis roulant permettant ainsi d’imposer des contraintes au patient telles que des accélérations ou des décélérations voire des arrêts, un pas régulier ou non, des entrées et sorties du tapis en fonctionnement. Ceci va permettre de le réhabituer aux escaliers roulants par exemple.

### Proprioception
La proprioception est un élément indissociable de la rééducation de la marche. En position debout, des difficultés sont imposées au patient : 
- Mouvements de bras, de tête ou d’épaule : déplacement du centre de gravité obligeant la personne à se rééquilibrer.
- Progressivement, déstabilisations rythmiques et poussées contre résistance.
- Variations de différents paramètres de la marche telles que la force de résistance, la vitesse, ou le fait d’avoir les yeux fermés ou ouverts.
- Habituer à la double tâche : comme faire parler le patient pendant la marche, lui faire porter un plateau…
- Travail au niveau des sensations de la voûte plantaire avec marche sur une balle à picot par exemple.

L’objectif principal de la rééducation d’une personne amputée du membre inférieur est l’autonomisation, de plus elle doit être actrice de son parcours de soin.